# بازیگری ضبط حرکت

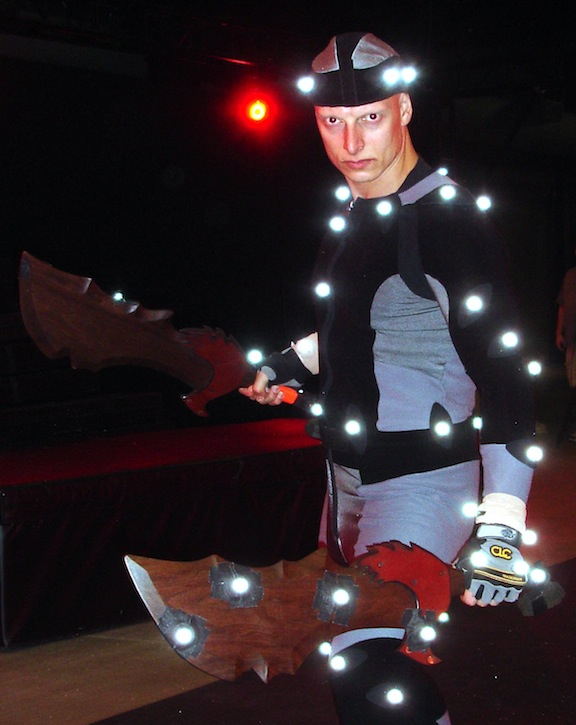
جوزف گات با لباس ضبط حرکت برای ایفای نقش در شخصیت کریتوس در جریان تولید خدای جنگ ۲ و خدای جنگ ۳ در آوریل ۲۰۱۰

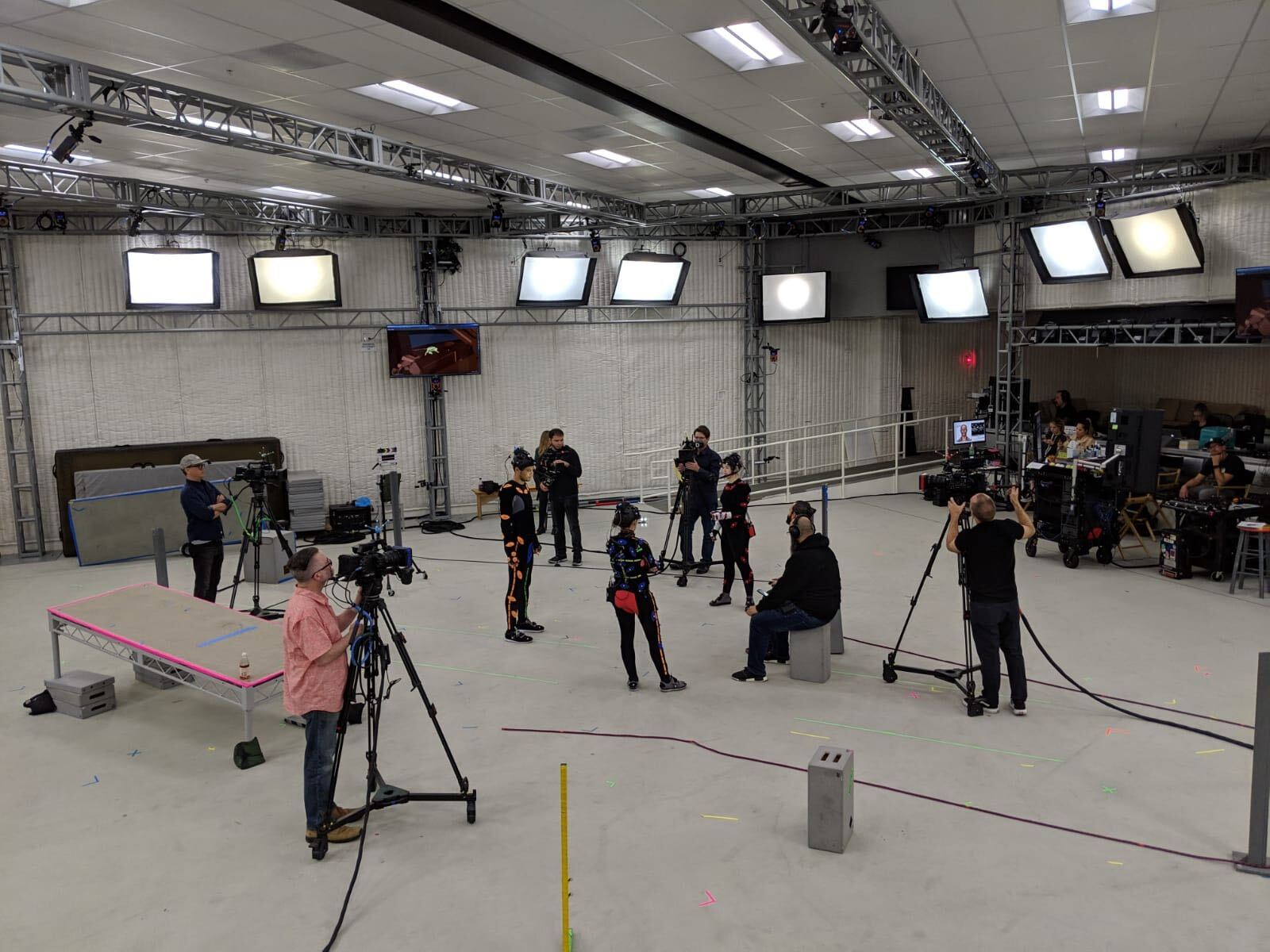
ضبط حرکت بازیگران در بازی آخرین بازمانده از ما قسمت ۲

بازیگری ضبط حرکت (به انگلیسی: Motion-capture acting), که با نام بازیگری ضبط اجرا (به انگلیسی: performance-capture acting) و به صورت اختصار Mo-Cap یا P-Cap نیز می‌نویسند، نوعی بازیگری است که در آن یک بازیگر نشانگر یا حسگرهایی را روی لباس یا مستقیماً روی پوست می‌پوشد. چندین دوربین از زوایای مختلف به‌طور همزمان موقعیت سه بعدی و حرکات بازیگر را ضبط می‌کنند. نمونه‌گیری در هر ثانیه و به کمک پیشرفت فناوری رایانه، چندین بار انجام می‌شود. اینکار به فیلم‌ساز یا سازنده بازی ویدیویی اجازه می‌دهد تا یک شخصیت دیجیتالی ایجاد کند و آنها را در یک محیط کاملاً جدید قرار دهد.
این نوع بازیگری در حال رشد است و پیش‌بینی می‌شود که در آینده، بازار کار بالایی برای این دست از بازیگران وجود خواهد داشت. برخی از عوامل استعدادیابی در کنار بازیگران لایو اکشن، از بازیگران ضبط حرکت استفاده می‌کنند. بازی در حین حرکت می‌تواند کار دشواری باشد؛ مثلاً یک بازیگر «که سرتاسر صورتش سنسور دارد و حرکات او ضبط می‌شود، باید در غرفه ای کوچک کاملاً آرام بنشیند.» از آنجا که این حرفه جدیدی در کار بازیگری است، افراد مایل به این کار می‌بایست به کلاس بازیگری بروند و در مهارت‌هایی مانند اسلحه، مبارزه با شمشیر، مبارزه تن به تن، رقص، دویدن، پرش، ژیمناستیک و حرکت عمومی بدن تخصص پیدا کنند.
منابع متعددی اندی سرکیس بازیگر انگلیسی را به عنوان «سلطان بازیگری ضبط حرکت» می‌شناسند که او در نمایش شخصیت‌های دیجیتالی در فیلم‌هایی مانند کینگ کونگ، ارباب حلقه‌ها و سیاره میمون‌ها به ایفای نقش پرداخته‌است. بر اساس یک گزارش، نخستین استفاده از بازیگری ضبط حرکت برای یک بازی ویدئویی مربوط به بازی شمشیر آسمانی در سال ۲۰۰۷ برای پلی‌استیشن ۳ بود. در مصاحبه ای در اوت ۲۰۱۱، اندی سرکیس گفت: «فناوری ضبط اجرا، واقعاً تنها راهی است که می‌توانیم این شخصیت‌ها را زنده کنیم، این روشی بود که گالوم زنده شد، و کینگ کونگ، و Naʼvi در آواتار و غیره [...] این واقعاً یک روش دیگر برای ضبط اجرا بازیگر است.»
در صنعت سرگرمی دعواهایی در مورد به رسمیت شناختن بازیگری ضبط حرکت صورت گرفته‌است. اتحاد تولیدکنندگان تصویر و تلویزیون، بازیگری ضبط حرکت را مانند بازیگری واقعی نمی‌داند و این بدین معناست که بازیگری ضبط حرکت اغلب دستمزد کمتری دریافت می‌کنند. اتحادیه بازیگران SAG-AFTRA با استدلال اینکه کار باید در قراردادهای استاندارد گنجانده شود، در صنعت برای بهتر شدن شرایط و شغل بازیگران ضبط حرکت تلاش کرده‌است. از سال ۲۰۲۰، هنوز مراسم اهدای جوایز بزرگی هیچ رده ای برای بازیگری ضبط حرکت ندارند.